# الأم النمر
مصطلح الأم النمر أو «أمي النمر» تم  صياغته بواسطة «أيمي شو» الأستاذة بكلية الحقوق جامعة ييل، في مذكراتها عام 2011 بأسم ترنيمة معركة الأم النمر أو Battle Hymn of the Tiger Mother  وهو مفهوم صيني أمريكي الي حد كبير، يوضح هذا المصطلح أوجه التشابه بين أنماط التربية التي تطبق داخل الأسر في شرق وجنوب وجنوب شرق آسيا.
منذ ظهور مذكرات إيمي شوا وظاهرة الأم النمر داخل التيار الأمريكي السائد خلال أوائل عام 2010، أصبحت أمي النمر شخصية كاريكاتورية في المجتمع الصيني الحديث وكذلك في المجتمعات الصينية حول العالم.
سرعان ما أشاعت شهرة شو السريعه مفهوم ومصطلح «الأم النمر» الذي ولد العديد من الرسوم الكاريكاتورية، في حين أصبحت أيضا مصدر إلهام للعرض التلفزيوني السنغافوري أعوام 2014-2015 النمر أمي، وفي 2015 الدراما الصينية أمي النمر، وسلسلة هونغ كونغ 2017 النمر أمي الأزرق (أوالكئيب).
وغالبًا ما يصور هذا النموذج النمطي أمًا صينية تدفع طفلها بلا هوادة إلى الدراسة بجدية، مما يضر بالنمو الاجتماعي والبدني للطفل وسلامته النفسية.
تتشابه الأم النمر مع الصور النمطية التربوية الأخرى، مثل الأم المسرح الأمريكية التي تجبر طفلها على تحقيق النجاح المهني في هوليوود، وأيضًا ماما كيوئيكو اليابانية النمطية التي تبذل قدرًا هائلاً من الجهد في توجيه الكثير من تأثير الأمومة نحو تنمية أطفالها لتحقيق النجاح التعليمي والفكري، أو دفع الأم اليهودية لأطفالها لتحقيق النجاح الأكاديمي والمهني، مما يؤدى إلى الدفع نحو الكمال وعدم الرضا المستمر عن أي شيء أقل من ذلك أوالأم الناقدة، الضحية التي تجبر طفلها قهراً إلى دخول كلية الطب أوالحقوق.

## الخصائص

### النظام القاسي
الأمهات اللواتي يضعن قواعد تتجاوز الحدود التقليدية للأبوين تعتبر قابلة لأن يُطلق عليها مصطلح الأم النمر. ويعطي هذا النوع من الأمهات الأولوية للعمل المدرسي فوق كل شيء، وتسمح فقط للأطفال بالمشاركة في الأنشطة من أجل الفوز بالجوائز التي يعتقدون أنها سوف تزيد من فرصة قبول الطفل في مدارس أفضل. ويقال أن «الآباء الآسيويين الأمريكيين يوفرون ريحا ثابتة تحت أجنحة أطفالهم»، يعني أن هذا النوع من الآباء يدفعن أطفالهن باستمرار نحو التميز.

### توقعات عالية
تُشدد الأم النمر علي أهمية التميز في الأوساط الأكاديمية والإنجازات غير الأكاديمية ذات الجوائز، مثل أداء الآلات الموسيقية الكلاسيكية فقط، وخصوصا البيانو والكمان، في حين تتجنب أدوات أخرى مثل الإيتار الكهربائي أو الطبول. ويختار البعض أيضا دمج الألعاب الرياضية التنافسية لأطفالهم. وينبع المستوى العالي لتوقعات الآباء غالبا من الحب والرعاية الأبوية المفرطة، فضلا عن رغبة قوية لتمهيد الطريق لنجاح أطفالهم في المستقبل.

### السيطرة النفسية
في كتابها ترنيمة معركة للأم النمر، ذكرت ايمي تشوا أنها يمكن أن تصيح في بناتها بلفظ 'القمامة' في الأماكن العامة. ويظهر أن الأم النمر من غير المرجح أن تمدح أو تجامل أطفالها في الأماكن العامة أيضا. ويواجه الأطفال الذين لديهم هذا النوع من الآباء تهديدات عاطفية وعقوبات بدنية منخفضة التأثير إذا ما فشل الطفل في تلبية توقعات والديه. وعلاوة على ذلك، فنادرا ما يسمح هذا النوع من الآباء لأطفالهم باتخاذ قرارات من تلقاء أنفسهم، سواء في الأوساط الأكاديمية أو الحياة اليومية. على سبيل المثال، لم تسمح تشوا لبناتها بمشاهدة التلفزيون ليلا أو النوم مع زملائهم في المدرسة.

## الأسباب

### مواكبة المعايير الآسيوية
لدى الأم النمر توقعات غير واقعية ونظرة نخبوية تجاه الأداء الأكاديمي لأطفالها بغض النظر عن قدرة الطفل أو شغفه بالدراسة. ويُظهر هذا النوع من الأمهات توقعات قاسية وغير واقعية للأداء الأكاديمي للطفل حيث لا يمكن التسامح مع درجات أقل من درجات الامتياز.
يركز هذا النوع من الأمهات بشكل كبير على السعي لتحقيق النجاح الأكاديمي بغض النظر عن أهلية الطفل واهتمامه. فالأم النمر تتجنب نمط التربية التقليدي المتراخي الذي يستخدمه العديد من الآباء الغربيين. وتفرض الأم النمر اختيارات على أبنائها فيما يتعلق بالاهتمامات التي يختارون متابعتها دون مساعدة أبنائها على اكتشاف مواهبهم وعواطفهم وبالتالي إنكار الشعور بالانتماء واحترام الذات. وبرؤية ذلك، فإن الأم النمر تتخذ النهج المعاكس وتعلم أطفالها ممارسة ضبط النفس والانضباط الذاتي. كما أنها تملأ جدول أطفالها بالدروس التعليمية (التي تُدرّس من قبل المعلم الخاص أو مدارس التحميل) والأنشطة اللامنهجية. والكسل ممنوع منعا باتا.

### التعليم الموجَه للامتحان
غالبا ما تعتمد البلدان الآسيوية نهجا صارما في التدريس يكون موجَّه للامتحانات، مما يشجع على الحفظ والتذكير في حين يتجنب الإبداع والتشكيك ومشاركة الطلاب وتقرير المصير والاستقلالية والتنوع والتفكير النقدي أو المستقل. ولتعزيز هذه العملية والإسراع بها، تُلحق الأم النمر أطفالها بدروس تعليمية في مرحلة ما قبل المدرسة. وبشكل عام ففي جميع مراحل العمل الأكاديمي للطفل يكون الهدف الرئيسي للأم هو الحصول على نتائج بارزة في الامتحانات لتأمين مقعد في المدارس المرموقة، مع الهدف النهائي وهو دخول أعلي جامعة ممكنة. وهناك تفسير تاريخي آخر لهذا النهج الصارم ينبع من نظام الاختبارات الإمبريالية الصينية في الصين للخدمة المدنية. وكان الفحص المدني الذي أجرته المحكمة الملكية هو أن النجاح في الامتحان الإمبراطوري يعتبر الطريقة المؤكدة لتحسين الوضع الاجتماعي والاقتصادي للأسرة. وبما أن مثل هذه الأماكن صعبة وتنافسية، فإن عدد قليل مختار فقط هو من يمكنه النجاح. وتشدد الأم النمر علي مدى أهمية الانضباط الذاتي الحاسم في تحقيق النجاح، حتى أنها تغرس هذه القيمة للتعليم الموجه الامتحان في أطفالها مبكرا جد.

### التأثيرات الثقافية
يُنظر إلى مستوى التعليم العالي كضمان لآفاق مستقبلية واعدة؛ وأداة لتسلق السلم الاجتماعي أو لرفع مستوي الأسرة من الفقر. وفي العادة في مجتمعات شرق آسيا، تعطي المبادئ الكونفوشيوسية قيمة كبيرة لأخلاقيات العمل والسعي إلى المعرفة. حيث كان للعلماء أعلى مركز في المجتمع، وكان المثقفون يحظون بتقدير كبير. وهكذا فإن الأم النمر تعلق أملا كبيرا على أطفالها، وتفخر كثيرا بإنجازات أبنائها الأكاديمية وتتباهي أمام الآباء الآخرين حيث تعتقد الأمهات المهاجرات الصينيات أن «الإنجاز الأكاديمي يعكس التربية الناجحة».

### مشاهدات حول النجاح
ترى الأم النمر تعريفا للنجاح متأصلا في المستوى العالي من الإنجاز الأكاديمي والتدريب الموسيقي الكلاسيكي، خاصة أن هذا النوع من الأمهات على دراية جيدة (غالبا) بالكمان والبيانو، حيث حققن المركز الأول فقط في كل المنافسات التي التحقن بها، وتقلل الأم النمر من الوظائف التي لا ترتقي لتوقعاتها- أي أن سائق الشاحنة غالبا ما ينظر إليه نظرة أقل احتراما من جراح الأعصاب.

## الآثار
يشير المدافعون عن النهج الصارم في التربية بأنه ينتج نسبة عالية بشكل استثنائي من أفضل المؤدين - الأطفال الذين يعرضون التفوق الأكاديمي في جميع المجالات مع القدرة الموسيقية الكبيرة والنجاح المهني في وقت لاحق في الحياة. ويظهر مسلسل من ثلاثة أجزاء حول المنافسة في نظام التعليم في هونغ كونغ من قبل جريدة جنوب الصين الصباحية، أن العديد من الآباء في هونغ كونغ (بعد عقلية القطيع والمخاوف الثقافية على الصعوبات الاقتصادية) قد بدؤا التفكير في مستقبل أطفالهم المهني بعد فترة وجيزة من الولادة، وسعوا لإيجاد أفضل مجموعات اللعب، وتشجيع المنافسة بين الأطفال في الأوساط الأكاديمية والرياضية والموسيقية، اعتقادا منهم بأن هذا يعزز القدرة التنافسية ويزيد من فرص أطفالهم للدخول في مدرسة أفضل ما قبل الحضانة ونخبة رياض الأطفال، وتحديد النجاح في المدارس الابتدائية، والمدارس الثانوية والجامعات. ومع ذلك، فإن العديد من الآباء وعلماء النفس والمعلمين الآخرين في هونغ كونغ يقولون إن دفع الأطفال بشكل شديد جدا لا يعمل علي الوجه الأكمل، بل يمكن أن يضر بالأطفال، مع اتجاه متزايد للأطفال الذين تتراوح أعمارهم بين 5 و 12 عاما للحصول على المساعدة النفسية والتفكير في الانتحار. وردا على ذلك، خفف بعض الآباء من الانضباط الصارم مع أطفالهم، وجعلت بعض المدارس شروط القبول فيها أقل شدة.
وفقا لدراسات عديدة ومصادر أخرى فإن الأطفال الذين تم تنشأتهم بواسطة الأم النمر الصارمة والمسيطرة والمعقابة، فإن ذلك قد تسبب لهم في آثار اجتماعية ونفسية سلبية مزمنة. والأطفال الذين تربوا في جو تربوي أقل دعما قد سبب لهم مشاكل صحية ونفسية مزمنة مثل القلق، ونقص تقدير الذات، والاكتئاب، والتفكير في الانتحار وخاصة إذا كانت الأم النمر لديها توقعات عالية وغير معقولة من أطفالها بغض النظر عن أهليتهم. هذه المشاكل النفسية والصحية تخلق مشاكل أخرى تجعل هؤلاء الأطفال يشعرون «بالفشل». وفي حالة عدم تقديم الآباء استراتيجيات تكيف لأطفالهم وتوجيهم لإدارة المشاعر السلبية، فقد تتحول هذه الوحدة إلى الاكتئاب والانتحار.
تسببت عواقب الأم النمر الصارمة في تربية الأطفال في ارتفاع معدلات الانتحار في آسيا، وخاصة كوريا الجنوبية، حيث كان لديها أعلى معدلات الانتحار في العالم المتقدم. في كوريا الجنوبية، تسبب الإجهاد الناجم عن الدراسة المستمرة والحياة الاجتماعية المحدودة التي يفرضها الآباء القاسيون على الطالب في خسائر نفسية واجتماعية كبيرة على شباب كوريا الجنوبية مما تسبب في زيادة العدوان، ومشاكل الصحة النفسية، وضعف النمو المعرفي، وتعاطي المخدرات والكحوليات. كما أن الآثار السلبية الأخرى، مثل الاكتئاب والقلق والسلوك المعادي للمجتمع، وزيادة خطر الإيذاء الجسدي ترتبط أيضا بزيادة الضغط الأكاديمي على الشباب من أبناء كوريا الجنوبية. وقد أدى التوتر الناجم عن الضغط الأكاديمي المتزايد إلى زيادة معدلات الانتحار الوطنية، وخاصة بالنسبة للأطفال الذين تتراوح أعمارهم بين 10 و 19 عاما. والانتحار الآن هو السبب الثاني الأكثر شيوعا للوفاة في البلاد.
يعتبر الكثيرون أن الإجهاد والضغط الهائلان على الأكاديميين من قبل الأم النمر على الطلاب يتسبب في إساءة معاملة الأطفال التي ينظر إليها على أنها مقبولة من منظور التربية الآسيوية حيث تختلف ثقافة التربية عن الثقافة الغربية. وقد وصف الكثيرون تقاليدهم بأنها تشمل التقارب الجسدي والعاطفي الذي يضمن الترابط مدى الحياة بين الوالدين والطفل، فضلا عن إنشاء السلطة الأبوية وطاعة الطفل من خلال الانضباط القاسي.

## أنظر أيضا
- جينيفر بان